# ロベール2世 (アルトワ伯)
アルトワ伯ロベール2世（フランス語：Robert II, comte d'Artois, 1250年9月 - 1302年7月11日）は、アルトワ伯（在位：1250年 - 1302年）。アルトワ伯ロベール1世とマティルド・ド・ブラバンの間に父の死後に生まれた。また、フランス王ルイ9世の甥にあたる。金拍車の戦いで戦死した。

## 生涯
戦争経験が豊かであり、アラゴン十字軍にも参加し、1287年にシチリア侵略を試みた。1288年、ロベール2世はエスダンの大きな公園の建設を始めた。その公園には観賞用の動物、鳥小屋、魚のための池、果樹園、壁で囲われた庭、そしてトーナメント用の施設があった。また、手を振る猿の像など機械仕掛けの像も置かれていたという。
ロベール2世は1297年にフールネの戦いにおいてフランドル軍を破った。1302年7月に再びフランドルに送られ、そこで田園地帯を荒らし、コルトレイクの町を占領しようとした。
ロベール2世は金拍車の戦いでフランドル軍と遭遇したが、ロベール2世が率いる歩兵隊はフランドル軍（大半は市民軍）に対して大勝利をおさめた。しかし、ロベール2世は騎兵隊に勝利に向けての最後の攻撃を行うために呼び戻した。しかし湿地であったため騎兵はフランドル軍の防御を崩すことができず、ロベール2世の軍は倒され、虐殺されてしまった。そこでロベール2世は態勢を逆転させるために、予備軍を率いて2回目の突撃を行った。しかしロベール2世はウィレム・ファン・サエフティンゲ（nl）に落馬させられ、フランドル軍の歩兵により自らの軍と切り離された。

## 家族
1262年にパリにおいてロベールはコンシュ領主ピエール1世・ド・クルトネー=シャンピニェルの娘アミシーと結婚した。実父ピエールを通じ、アミシーはフランス王ルイ6世の曾孫にあたる。2人の間には3人の子女が生まれた。
- マオー（1268年 - 1329年）
- フィリップ（1269年 - 1298年）
- ロベール（1271年 - 1272年）

アミシーとの死別後、ロベール2世はさらに2度結婚した。1277年にブルボン領の女相続人アニェス・ド・ダンピエール（1237年 - 1288年）と、1298年10月18日にエノー伯ジャン2世の娘マルグリット（1342年没）と結婚した。ロベールの死後、娘マオーがアルトワ伯位を継承し、これに対し長男フィリップの息子ロベール3世が伯位を主張したが、伯位を得ることはできなかった。